# 半島偽龜
半島偽龜（學名：Pseudemys peninsularis）是偽龜屬下的一種龜，發現於美國佛羅里達半島，因此得名。